# 塚口本町

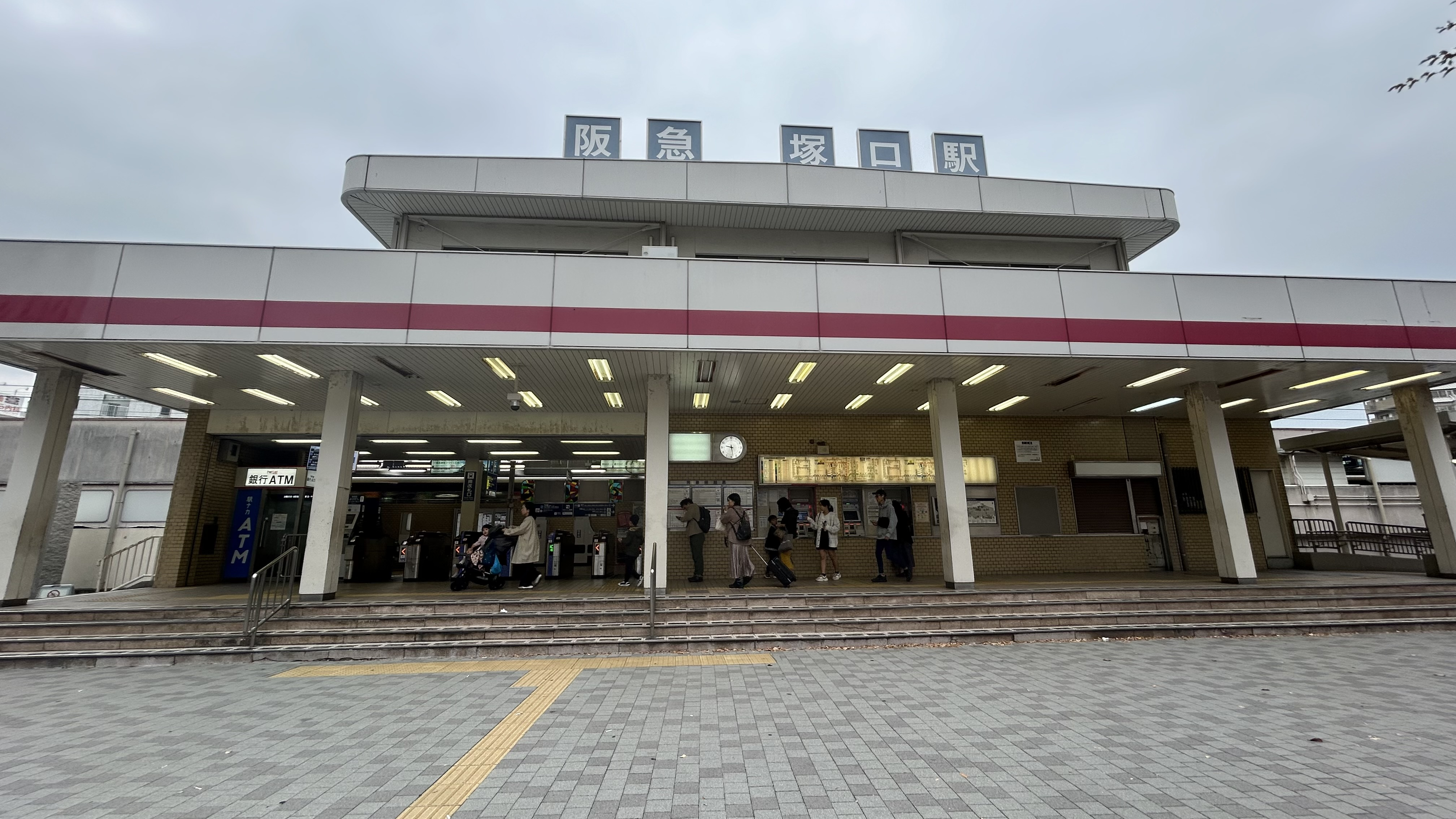
阪急塚口駅南口

塚口本町（つかぐちほんまち）は、兵庫県尼崎市にある町丁。1丁目から8丁目まである。郵便番号は661-0001。

## 地理
東は御園、西は塚口町、南は南塚口町・東塚口町・上坂部、北は南清水、猪名寺と隣接している。

## 交通

### 鉄道
- 阪急神戸線
  - (東園田町)-塚口駅-(南武庫之荘)

- 阪急伊丹線
  - 塚口駅-(伊丹市稲野町)

### バス
阪急バスが通っている。
| 路線名 | 起点     | 町内の停留所                            | 終点             |
| ------ | -------- | --------------------------------------- | ---------------- |
| 56     | 阪神尼崎 | (南塚口町)-塚口本町-つかしん前-(猪名寺) | 阪急川西能勢口駅 |
| 57     | 阪神尼崎 | (南塚口町)-塚口本町-つかしん前-(猪名寺) | 伊丹営業所前     |

## 校区
出典:
| 丁目 | 区域                                                               | 小学校       | 中学校     |
| ---- | ------------------------------------------------------------------ | ------------ | ---------- |
| 1    | 全域                                                               | 塚口小学校   | 塚口中学校 |
| 2    | 全域                                                               | 塚口小学校   | 塚口中学校 |
| 3    | 全域                                                               | 塚口小学校   | 塚口中学校 |
| 4    | １～７番、８番1～30、44～73号                                      | 塚口小学校   | 塚口中学校 |
| 4    | ８番31～43号                                                       | 園田北小学校 | 園田中学校 |
| 5    | １～３番（旧南清水片山を除く）、 ４番1～13、44号                   | 塚口小学校   | 塚口中学校 |
| 5    | ３番（旧南清水片山）、26～40、50号 ４番14～43号、５番              | 園田北小学校 | 園田中学校 |
| 6    | 全域                                                               | 塚口小学校   | 塚口中学校 |
| 7    | １番1～7号、２番1～17、37～42号 １０～２２番                       | 塚口小学校   | 塚口中学校 |
| 7    | １番8～14号、２番18～36号、３～９番                                | 園田小学校   | 園田中学校 |
| 8    | 旧塚口明神、長溝、土手                                             | 塚口小学校   | 塚口中学校 |
| 8    | (旧口田中皆畑田、御園洌丁・八ノ坪・ 尼ケ内・肥原・西ケ市・高江ほか | 園田小学校   | 園田中学校 |
| 8    | 旧南清水松ケ内・掛塚・中野                                         | 園田北小学校 | 園田中学校 |

## 施設

### 1丁目
- 阪急塚口駅

### 2丁目
- 塚口神社

### 3丁目
- 塚口本町霊園

### 4丁目
- つかしん

### 5丁目
- 兵庫トヨタ自動車株式会社 塚口店

### 6丁目
- ファミリーマート 塚口本町六丁目店
- 業務スーパーTAKENOKO 塚口店

### 7丁目
- ファミリーマート 尼崎塚口本町店

### 8丁目
ほとんど工場である